# Ministri per i rapporti con il Parlamento della Repubblica Italiana
I ministri per i rapporti con il Parlamento della Repubblica Italiana si sono avvicendati dal 1954 in poi, con diverse denominazioni e competenze.

## Lista
| Ministro                                                            | Ministro         | Ministro                               | Partito                              | Governo              | Mandato          | Mandato          | Leg.             |
| Ministro                                                            | Ministro         | Ministro                               | Partito                              | Governo              | Inizio           | Fine             | Leg.             |
| ------------------------------------------------------------------- | ---------------- | -------------------------------------- | ------------------------------------ | -------------------- | ---------------- | ---------------- | ---------------- |
| Rapporti con il Parlamento                                          |                  |                                        |                                      |                      |                  |                  |                  |
|                                                                     |                  | Raffaele De Caro (1883-1961)           | Partito Liberale Italiano            | Scelba               | 10 febbraio 1954 | 6 luglio 1955    | II               |
| Segni I                                                             | 6 luglio 1955    | Raffaele De Caro (1883-1961)           | Partito Liberale Italiano            | 20 maggio 1957       |                  |                  | II               |
|                                                                     |                  | Rinaldo Del Bo (1916-1991)             | Democrazia Cristiana                 | Zoli                 | 20 maggio 1957   | 2 luglio 1958    | II               |
| Fanfani II                                                          | 2 luglio 1958    | Rinaldo Del Bo (1916-1991)             | Democrazia Cristiana                 | 16 febbraio 1959     | III              |                  |                  |
|                                                                     |                  | Giuseppe Bettiol (1907-1982)           | Democrazia Cristiana                 | Segni II             | III              | 16 febbraio 1959 | 26 marzo 1960    |
|                                                                     |                  | Armando Angelini (1891-1968)           | Democrazia Cristiana                 | Tambroni             | III              | 26 marzo 1960    | 27 luglio 1960   |
|                                                                     |                  | Giuseppe Codacci Pisanelli (1913-1988) | Democrazia Cristiana                 | Fanfani III          | III              | 27 luglio 1960   | 22 febbraio 1962 |
| Fanfani IV                                                          | 22 febbraio 1962 | Giuseppe Codacci Pisanelli (1913-1988) | Democrazia Cristiana                 | 22 giugno 1963       | III              |                  |                  |
| Leone I                                                             | 22 giugno 1963   | Giuseppe Codacci Pisanelli (1913-1988) | Democrazia Cristiana                 | 5 dicembre 1963      | IV               |                  |                  |
|                                                                     |                  | Umberto Delle Fave (1912-1986)         | Democrazia Cristiana                 | Moro I               | IV               | 5 dicembre 1963  | 23 luglio 1964   |
|                                                                     |                  | Giovanni Battista Scaglia (1910-2006)  | Democrazia Cristiana                 | Moro II              | IV               | 23 luglio 1964   | 24 febbraio 1966 |
| Moro III                                                            | 24 febbraio 1966 | Giovanni Battista Scaglia (1910-2006)  | Democrazia Cristiana                 | 25 giugno 1968       | IV               |                  |                  |
|                                                                     |                  | Crescenzo Mazza (1910-1990)            | Democrazia Cristiana                 | Leone II             | 25 giugno 1968   | 13 dicembre 1968 | V                |
| Rumor I                                                             | 13 dicembre 1968 | Crescenzo Mazza (1910-1990)            | Democrazia Cristiana                 | 24 marzo 1969        |                  |                  | V                |
| Rumor I                                                             |                  |                                        | Carlo Russo (1920-2007)              | Democrazia Cristiana | 24 marzo 1969    | 6 agosto 1969    | V                |
| Rumor II                                                            | 6 agosto 1969    | 28 marzo 1970                          | Carlo Russo (1920-2007)              | Democrazia Cristiana |                  |                  | V                |
|                                                                     |                  | Mario Ferrari Aggradi (1916-1997)      | Democrazia Cristiana                 | Rumor III            | 28 marzo 1970    | 6 agosto 1970    | V                |
|                                                                     |                  | Carlo Russo (1920-2007)                | Democrazia Cristiana                 | Colombo              | 6 agosto 1970    | 18 febbraio 1972 | V                |
| Andreotti I                                                         | 18 febbraio 1972 | Carlo Russo (1920-2007)                | Democrazia Cristiana                 | 26 giugno 1972       |                  |                  | V                |
|                                                                     |                  | Giorgio Bergamasco (1904-1990)         | Partito Liberale Italiano            | Andreotti II         | 26 giugno 1972   | 8 luglio 1973    | VI               |
|                                                                     |                  | Giovanni Gioia (1925-1981)             | Democrazia Cristiana                 | Rumor IV             | 8 luglio 1973    | 15 marzo 1974    | VI               |
| Rumor V                                                             | 15 marzo 1974    | Giovanni Gioia (1925-1981)             | Democrazia Cristiana                 | 23 novembre 1974     |                  |                  | VI               |
|                                                                     |                  | Adolfo Sarti (1928-1992)               | Democrazia Cristiana                 | Cossiga I            | 5 agosto 1979    | 14 gennaio 1980  | VII              |
|                                                                     |                  | Clelio Darida (1927-2017)              | Democrazia Cristiana                 | Cossiga I            | 14 gennaio 1980  | 4 aprile 1980    | VII              |
|                                                                     |                  | Remo Gaspari (1921-2011)               | Democrazia Cristiana                 | Cossiga II           | 4 aprile 1980    | 18 ottobre 1980  | VII              |
|                                                                     |                  | Antonio Gava (1930-2008)               | Democrazia Cristiana                 | Forlani              | 18 ottobre 1980  | 28 giugno 1981   | VII              |
|                                                                     |                  | Luciano Radi (1922-2014)               | Democrazia Cristiana                 | Spadolini I          | 28 giugno 1981   | 23 agosto 1982   | VII              |
| Spadolini II                                                        | 23 agosto 1982   | Luciano Radi (1922-2014)               | Democrazia Cristiana                 | 1º dicembre 1982     |                  |                  | VII              |
|                                                                     |                  | Lucio Gustavo Abis (1926-2014)         | Democrazia Cristiana                 | Fanfani V            | 1º dicembre 1982 | 4 agosto 1983    | VII              |
|                                                                     |                  | Oscar Mammì (1926-2017)                | Partito Repubblicano Italiano        | Craxi I              | 4 agosto 1983    | 1º agosto 1986   | IX               |
| Craxi II                                                            | 1º agosto 1986   | Oscar Mammì (1926-2017)                | Partito Repubblicano Italiano        | 18 aprile 1987       |                  |                  | IX               |
|                                                                     |                  | Gaetano Gifuni (1932-2018)             | Indipendente                         | Fanfani VI           | 18 aprile 1987   | 29 luglio 1987   | IX               |
|                                                                     |                  | Sergio Mattarella (1941)               | Democrazia Cristiana                 | Goria                | 29 luglio 1987   | 13 aprile 1988   | X                |
| De Mita                                                             | 13 aprile 1988   | Sergio Mattarella (1941)               | Democrazia Cristiana                 | 23 luglio 1989       |                  |                  | X                |
|                                                                     |                  | Egidio Sterpa (1926-2010)              | Partito Liberale Italiano            | Andreotti VI         | 23 luglio 1989   | 13 aprile 1991   | X                |
| Andreotti VII                                                       | 13 aprile 1991   | Egidio Sterpa (1926-2010)              | Partito Liberale Italiano            | 28 giugno 1992       |                  |                  | X                |
|                                                                     |                  | Augusto Barbera (1938)                 | Partito Democratico della Sinistra   | Ciampi               | 29 aprile 1993   | 4 maggio 1993    | XI               |
|                                                                     |                  | Paolo Barile (1917-2000)               | Indipendente                         | Ciampi               | 4 maggio 1993    | 11 maggio 1994   | XI               |
|                                                                     |                  | Giuliano Ferrara (1952)                | Forza Italia                         | Berlusconi I         | 11 maggio 1994   | 17 gennaio 1995  | XII              |
|                                                                     |                  | Guglielmo Negri (1926-2000)            | Indipendente                         | Dini                 | 17 gennaio 1995  | 18 maggio 1996   | XII              |
|                                                                     |                  | Giorgio Bogi (1929)                    | Sinistra Repubblicana                | Prodi I              | 14 marzo 1997    | 21 ottobre 1998  | XIII             |
|                                                                     |                  | Gian Guido Folloni (1946)              | Unione Democratica per la Repubblica | D'Alema I            | 21 ottobre 1998  | 22 dicembre 1999 | XIII             |
|                                                                     |                  | Agazio Loiero (1940)                   | Popolari UDEUR                       | D'Alema II           | 22 dicembre 1999 | 26 aprile 2000   | XIII             |
|                                                                     |                  | Patrizia Toia (1950)                   | Partito Popolare Italiano            | Amato II             | 26 aprile 2000   | 11 giugno 2001   | XIII             |
|                                                                     |                  | Carlo Giovanardi (1950)                | Unione di Centro                     | Berlusconi II        | 11 giugno 2001   | 23 aprile 2005   | XIV              |
| Berlusconi III                                                      | 23 aprile 2005   | Carlo Giovanardi (1950)                | Unione di Centro                     | 17 maggio 2006       |                  |                  | XIV              |
| Riforme istituzionali e rapporti con il Parlamento                  |                  |                                        |                                      |                      |                  |                  |                  |
|                                                                     |                  | Vannino Chiti (1947)                   | Partito Democratico                  | Prodi II             | 17 maggio 2006   | 8 maggio 2008    | XV               |
| Rapporti con il Parlamento                                          |                  |                                        |                                      |                      |                  |                  |                  |
|                                                                     |                  | Elio Vito (1960)                       | Il Popolo della Libertà              | Berlusconi IV        | 8 maggio 2008    | 16 novembre 2011 | XVI              |
|                                                                     |                  | Piero Giarda (1936)                    | Indipendente                         | Monti                | 16 novembre 2011 | 28 aprile 2013   | XVI              |
| Rapporti con il Parlamento e coordinamento dell'attività di governo |                  |                                        |                                      |                      |                  |                  |                  |
|                                                                     |                  | Dario Franceschini (1958)              | Partito Democratico                  | Letta                | 28 aprile 2013   | 22 febbraio 2014 | XVII             |
| Riforme costituzionali e rapporti con il Parlamento                 |                  |                                        |                                      |                      |                  |                  |                  |
|                                                                     |                  | Maria Elena Boschi (1981)              | Partito Democratico                  | Renzi                | 22 febbraio 2014 | 12 dicembre 2016 | XVII             |
| Rapporti con il Parlamento                                          |                  |                                        |                                      |                      |                  |                  |                  |
|                                                                     |                  | Anna Finocchiaro (1955)                | Partito Democratico                  | Gentiloni            | 12 dicembre 2016 | 1º giugno 2018   | XVII             |
| Rapporti con il Parlamento e democrazia diretta                     |                  |                                        |                                      |                      |                  |                  |                  |
|                                                                     |                  | Riccardo Fraccaro (1981)               | Movimento 5 Stelle                   | Conte I              | 1º giugno 2018   | 5 settembre 2019 | XVIII            |
| Rapporti con il Parlamento                                          |                  |                                        |                                      |                      |                  |                  |                  |
|                                                                     |                  | Federico D'Incà (1976)                 | Movimento 5 Stelle Ambiente 2050     | Conte II             | 5 settembre 2019 | 13 febbraio 2021 | XVIII            |
| Draghi                                                              | 13 febbraio 2021 | Federico D'Incà (1976)                 | Movimento 5 Stelle Ambiente 2050     | 22 ottobre 2022      |                  |                  | XVIII            |
|                                                                     |                  | Luca Ciriani (1967)                    | Fratelli d'Italia                    | Meloni               | 22 ottobre 2022  | in carica        | XIX              |